# ニュースTODAY (ラジオたんぱ)
ニュースTODAY（ニュース・トゥデイ）は、1983年4月1日 - 1988年3月31日の間、日本短波放送（ラジオたんぱ、現：ラジオNIKKEI）の「第2放送」で放送されていたニュースワイド番組である。

## 概要
1963年9月2日の第2放送の開局以降、同局では第1放送で東証の株式市況、第2放送は大証・名証の株式市況と商品先物市況を分担して速報中継していた。
バブル景気の追い風を受けて内容を拡充し、後者を一般ニュースや音楽、文化情報等も交えたステブレレス編成の大型ニュースワイド番組に改編して、平日8:00の第2放送オープニング直後から17:00まで、延べ9時間の生放送を開始した。
メインテーマに使用されていた曲はTHE SQUAREのCHASEであるが、これはフジテレビのツール・ド・フランス中継に使われたT-SQUAREのCHASERとは別の曲である。
このフォーマットは後番組『経済情報ステーション』に拡充・承継され、一時期は18:00 - 21:00の正時にも同名のニュース番組が放送されていた。
しかし、バブル崩壊後の株価長期低迷、新興メディアとの競合、CM出稿量の低迷、BSデジタル放送（ビー・エス・コミュニケーションズ）事業の失敗などが輻輳して同局が慢性的赤字に陥り、2002年4月の番組改編で、平日の第2放送を原則休止して第1放送に集約した事に伴い、姿を消した。